# Тучапи (Львівський район)
Туча́пи — село в Україні, в Львівському районі Львівської області. Населення — 492 особи. Орган місцевого самоврядування — Городоцька міська рада. Розташоване за 10 км на північному заході від центру громади — міста Городка та на відстані 20 км від міста Яворова. 

## Історія
В давнину місцевість відзначалась великою популяцією чапель, що власне і дало назву поселенню [тут чаплі].  
Першими поселенцями цієї території, що й заснували село, були втікачі від татарських набігів, яких привабила горбиста та захищена лісами місцевість. Перші згадки про село датуються 1507 р. коли була збудована перша церква. 
У XVII ст. власником села був полковник королівської армії Станіслав Днішкевич.
На 1880 р. в селі мешкало 1096 жителів , з яких 1032 були греко-католиками, 24 іудеями, 6 римо-католиків, 34 представники інших віросповідань. Зараз національний склад однорідний, його складають українці.
| Рік  | Загальна к-сть населення |
| ---- | ------------------------ |
| 1880 | 1120                     |
| 1918 | 1518                     |
| 1943 | 1728                     |
| 2020 | 492                      |

Станом на 1870 рік в селі були дистилярня, цегельня, піч для випалювання вапна, млин та кузня. Є поклади мергелю та торфу. З 1950х рр. у селі діяв колгосп "Україна". На його місці існує приватне фермерське господарство "АгроТучапи". Основною діяльність якого є вирощування зернових (овес, пшениця, гречка); рибне господарство.
В селі діяв осередок товариства "Просвіта", ощадні каси та кредитні спілки. 
- 1921-1933 рр. – діяла ощадна Каса Стефчука (Kasa Stefczyka w Tuczapach (d.: Spiłka Oszczadnosti i Pożiczok).
- 1927-1937 рр. – господарчі-споживча спілка "Згода" ( "Zhoda" hospodarsko-spożiwcza spiłka w Tuczapach)
- 1931-1936 рр. –  діяв Господарський союз (Hospodarskij Sojuz w Tuczapach).
- 1931-1937 рр. – кредитна спілка "Самопоміч" ("Samopomicz" Kredytowa Kooperatywa w Tuczapach). [4]

1 квітня 1930 року село вилучене з Яворівського повіту і включене до Грудецького.
Поряд зі селом є хутір Жбадин та Гутенберг, які у 1947 році перейменовано – "хутір Гутенберг іменувати хутір Доброгір'я, хутір Жбадин іменувати хутір Молошки". Німецька колонія Гутенберг/ Ґотенберг (добра гора) або за іншою версією Кутенберг (крайня гора) зараз не існує. 
Спогади про колонію, а також про своє дитинство у селі залишив Теодор Лозинський. Книга "Галицькі оповідки діда Тео", яка вийшла друком у 2016 році. Теодор Лозинський народився 5 березня 1911 року в селі Тучапи (тепер Городоцький район, Львівської області). В рідному селі був співзасновником каси ощадності, членом товариства „Просвіта“, співав у хорі.
Село протяжністю 7 км. умовно ділиться на дві частини "гору" та "кінець". Складається всього з однієї вулиці Вишневої.
Село було активним осередком діяльності українських повстанців. В районі діяла сотня УПА “Переяслави”. Іван Шкреметко-“Кобзар” керівник ОУН в Тучапах. 
У 1944 році із 209 військовозобов’язаних з Тучап на призивний пункт військкомату не з’явився жоден. Секретар Городоцького райкому КП(б)У Григорій Шпитяк доручив “виправити” ситуацію і провести мобілізацію. За рішенням райкому в Тучапи направлено військову групу. Вона складалася із 42 озброєних працівників військкомату, НКВД і НКГБ. У серпні в селі відбувся бій між повстанцями та радянською військовою групою, яка приїхала для мобілізації. У якому вбили тодішнього начальника Городоцького НКГБ майора Михайла Лабузова.  У 1967 році на його честь назвуть місцеву школу.  

### Освіта
У 1880 році збудовано школу з двома класними кімнатами, де місцевий дяк Степан Лупак навчав 28 учнів. У 1885 році кількість учнів збільшилась до 40. У 1904 році у Тучапи приїхала вчителька Вальчин Наталія. На старому сільському цвинтарі збереглася її могила і напис на пам'ятнику: "Наталія Вальчин з родини Ільницьких нар. 12.11.1876р. померла у 1907 році разом з дитиною. 1906-1907 Народна вчителька".
В 1919 році школу розширили ще на дві класні кімнати, тут працювало два вчителі і три класи, де навчалося 73 учні. У 1955 році в Тучапській школі навчалося 285-87 учнів – це найвищий показник у 2003 році всього 42 учні,  яких навчало 13 вчителів. 
У 1970 році збудовано нову двоповерхову школу на 8 кімнат. Історичну будівля школи не використовувалась і у 2000х рр її розібрали для продажу цегли. Станом на 2024 рік. школа у селі не діє. Навчаються діти у школі сусіднього села Родатичі. 

### Храм СвятихБориса і Гліба
Перші відомості про церкву знаходимо з 1661 р. в документах про надання привілеїв парафії від польського короля Михайла Вишневецького з додатковим привілеєм для старости. а у 1673 р. – привілей від Яна III Собєського. У 1680 (1679) р. по знищенні татарами попередньої святині коштом священика Івана Константиновича виставлена нова дерев’яна церква. Це була тризрубна одноверха будівля, вкрита шоломовою банею на низькому восьмерику, поставленому на високий зруб стін надопасання нави. Додатковий привілей надав їй тучапський староста Прокіп Попель у 1752 р. 
У 1920-х почалось будівництво нового мурованого  храму святих Бориса та Гліба. за проектом Якова Рудницького, освячена у 1930 р. 
Стару церкву поруч згодом знесли у середині 30х рр. Від дерев'яного комплексу залишилась лише дзвіниця, яка була збудована у 1803 році, як свідчить напис на центральному стовпі: «ROKU 1803 MISACA LIPCA DNIA 19».
1963 року радянською владою церква була зачинена, плебанію віддали в управління школи. У 1988 році знову відновились богослужіння. Діючі дві парафії: греко-католицька (парох Циганко Григорій )та українська православна (парох Лопушанський Андрій).
Біля церкви стоїть пам'ятник полеглим Січовим стрільцям.

## Природа
Сучасна територія села знаходиться в межах акумулятивної плоскої, місцями заболоченої, терасової рівнини – Верхньодністровської улоговини з абсолютними висотами нижче 260 м н. р. м. Поверхня району рівнинна. Рівнини Городоччини за висотою над рівнем моря належать до височин, а за зовнішньою будовою — до хвилястих горбисто-увалистих та зандрових рівнин. 
Територією району проходить Головний європейський вододіл. Село багате водними ресурсами. Колись протікала річка, яка звалась Глинец або Крива ріка. Через невміле створення колгоспної системи меліорації, річка поступово замулилась і зараз має вигляд невеличкого потічка. В околицях села знаходиться кілька озер: Водиці, Барбара та За гостинцем.
З-поміж звірів найпоширенішими і найчисельнішими є 2 мишовидні гризуни. Також зустрічаються заєць-русак, козуля, кабан, борсук, їжак і хижі: лисиця, тхір чорний, куниці кам'яна і лісова, норка, горностай. Зрідка трапляються вовки.

## Галерея

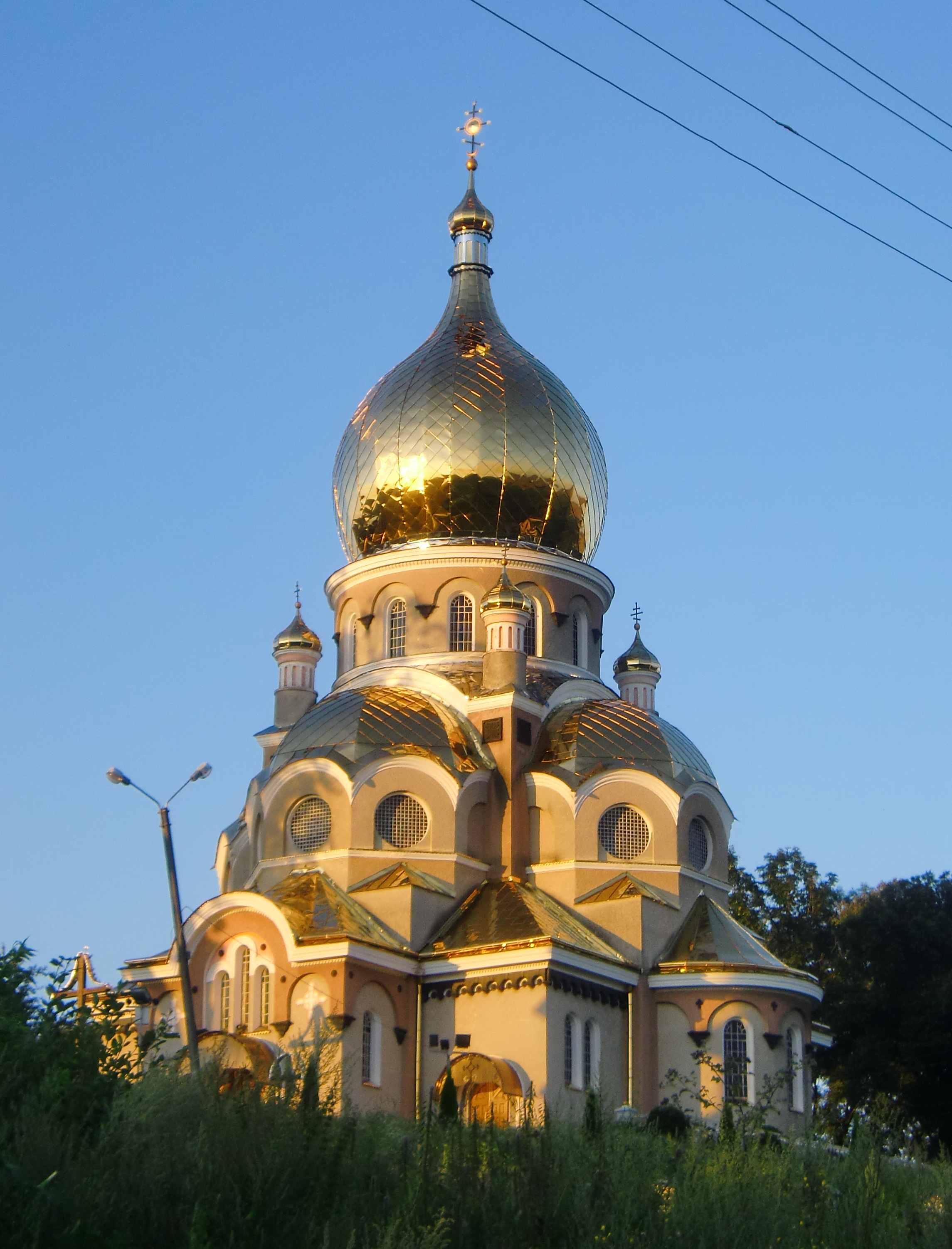
Загальний вигляд на Храм Святих Бориса і Гліба
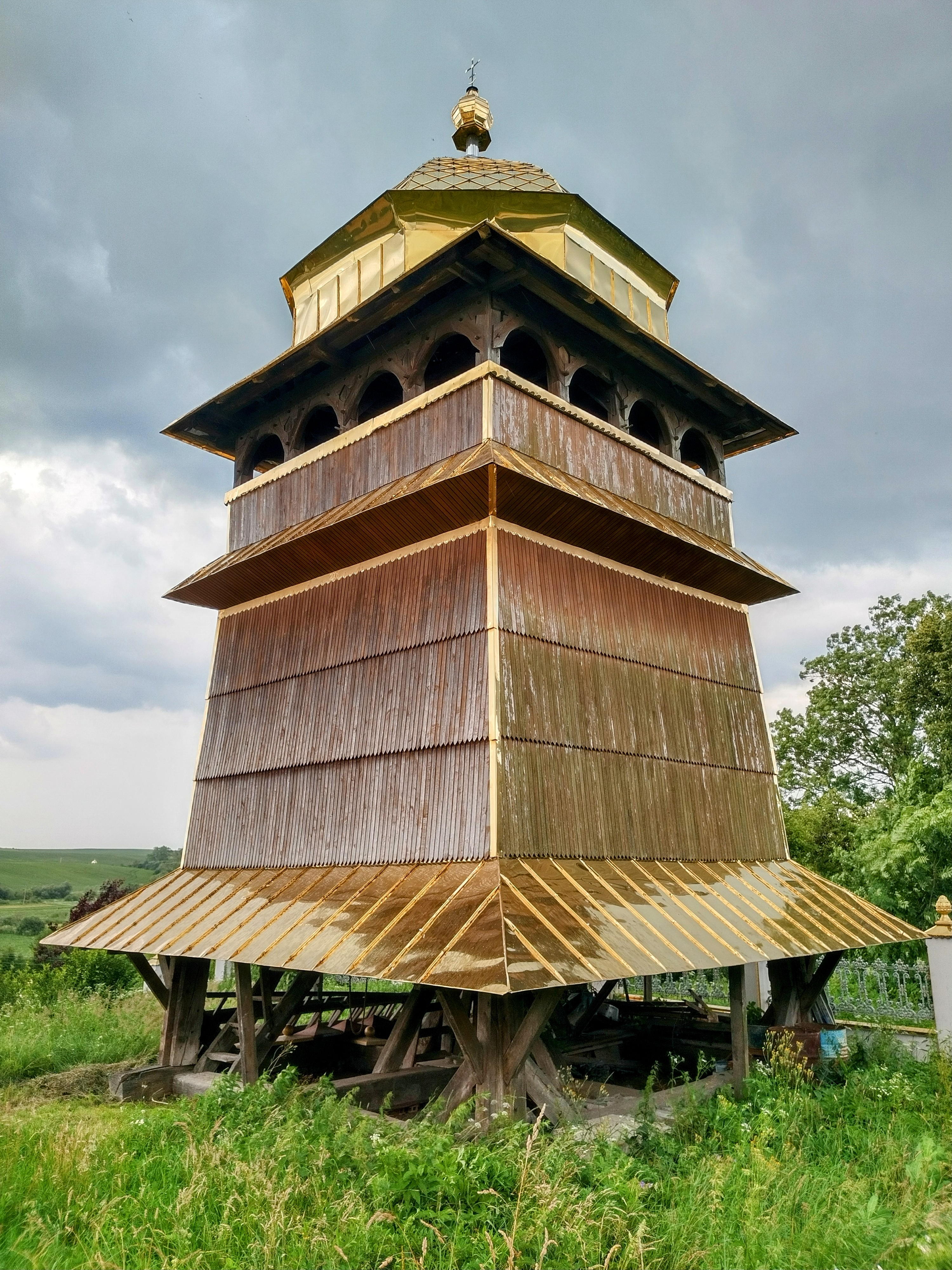
Дзвіниця храму
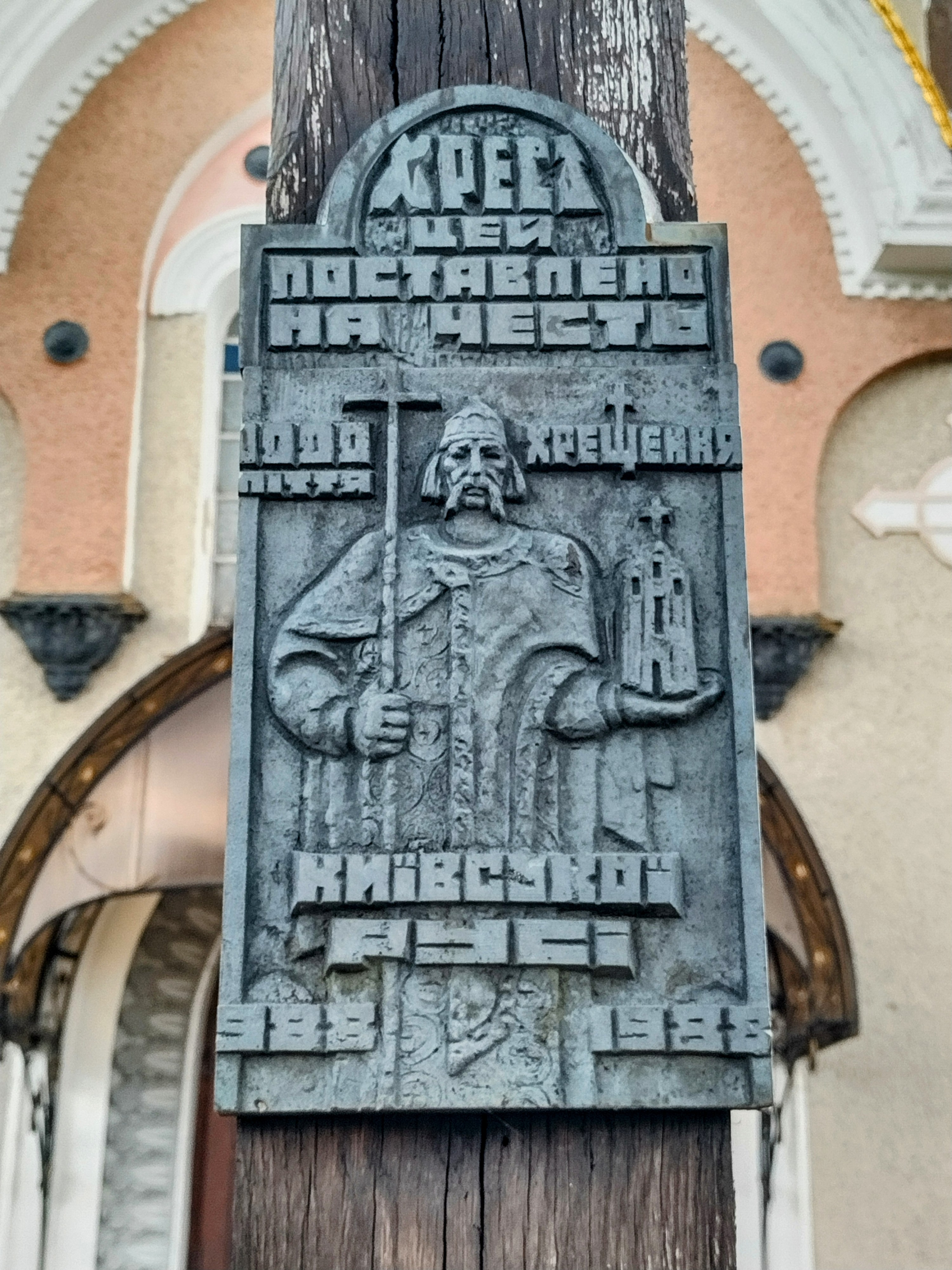
Пам'ятна табличка на хресті
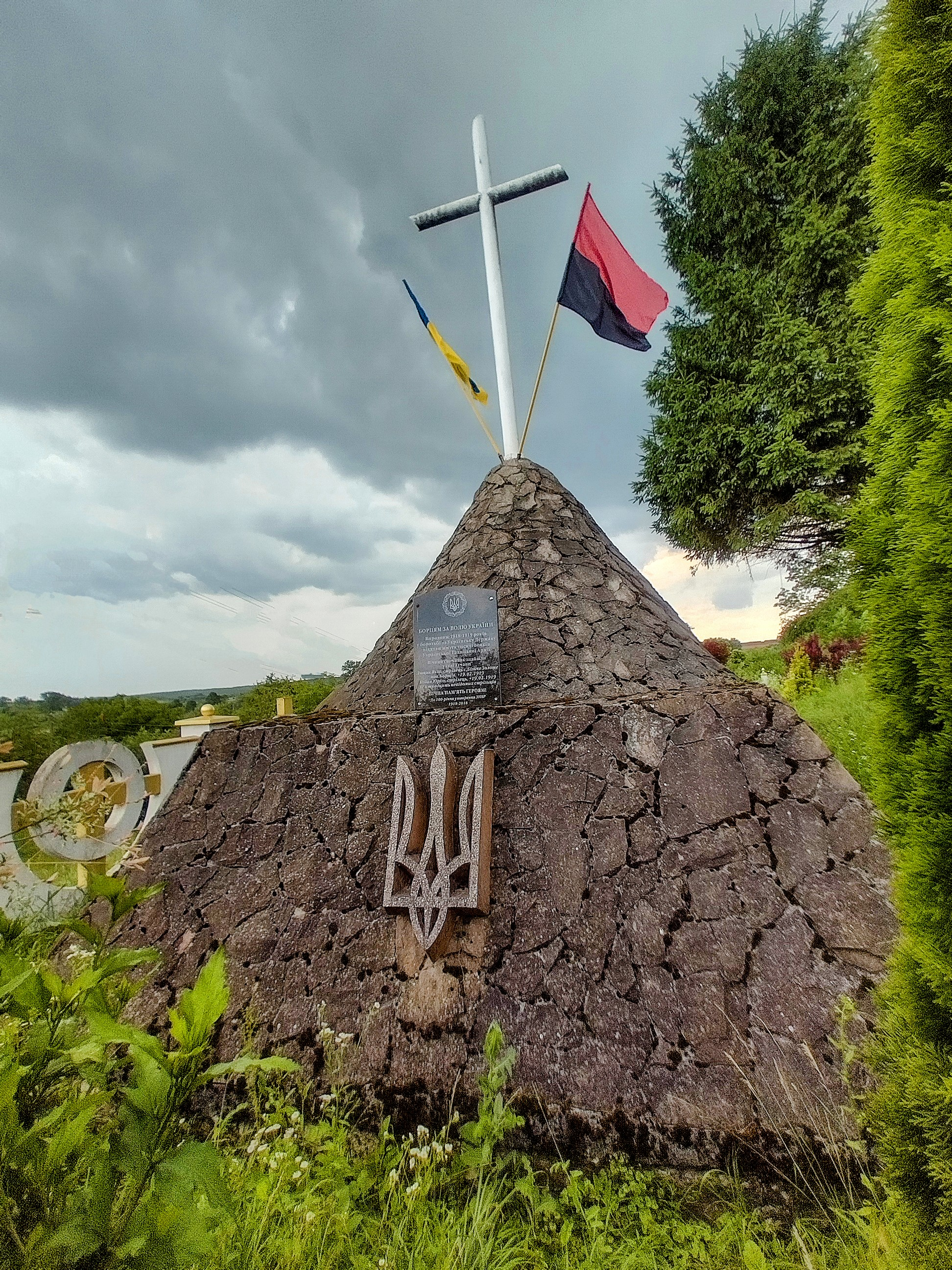
Меморіал "Борцям за волю України"
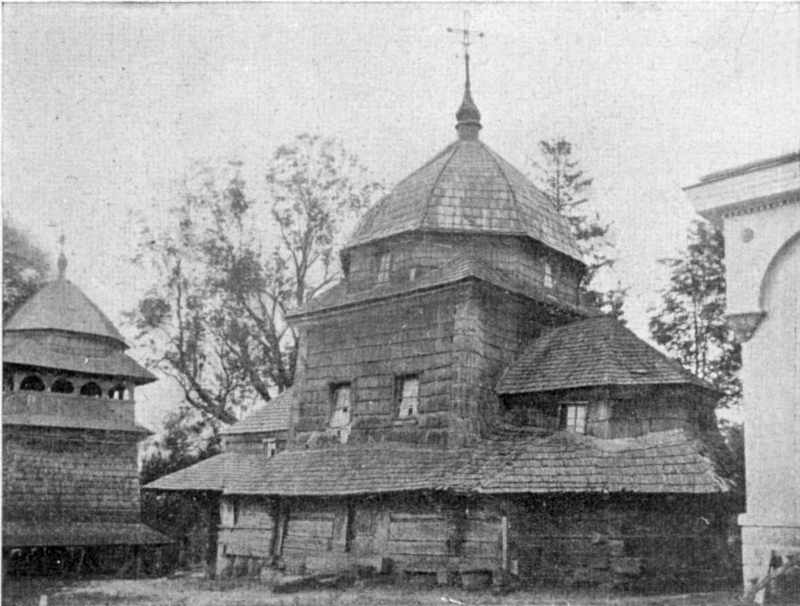
Церква св. Бориса і Гліба, 1680 р. Розібрана у 1930-х pp. Світлина 1920-х pp.